# マジドアルフッタイムグループ
マジドアルフッタイムグループ（アラビア語: ماجد الفطيم）は、ドバイを本拠地とするアラブ首長国連邦の持株会社である。2015年現在、中東および北アフリカのショッピングモール、小売店、レジャー施設を所有および運営しており、13か国で事業を展開している。
1992年、マジドアルフッタイムグループは、Majid Al Futtaim Properties、Majid Al Futtaim Retail、Majid Al Futtaim Venturesの3つの主要な事業子会社を管理している。2015年現在、持株会社は UAE、レバノン、エジプト、サウジアラビア、 オマーン、バーレーン、クウェート、カタール、ヨルダン、パキスタン、イラク、アルメニア、ジョージアの13カ国で事業を展開している。
2016年のグループの収益は106億ドル、利益は7億6,000万ドル。

## 歴史
2018年12月、グループの創設者であるマジドアルフッタイムは、オマーンのスルタン、カーブース・ビン・サイードによる王立表彰令を授与された。

## マジドアルフッタイムプロパティーズ
Majid Al Futtaim Propertiesは、MENA地域全体でショッピングモールとホテルを開発、所有、管理している。ホテルビジネスユニットは、同社のショッピングモールまたはその近く、およびそのマスタープランコミュニティ内にあるホテルの開発と資産管理に重点を置いており、2015年現在、12のホテルを所有・運営している。2017年、マジドアルフッタイムプロパティーズは、21億9000万ディルハム(約657億円)の利益を計上。これは、2016年の7%減であった。

### ショッピングモール
- モール・オブ・ジ・エミレーツ：ドバイのシェイク・ザイード・ロードに位置するアル・バーシャにある。2005年の開業以来、このモールはドバイの主な観光名所となり、年間4200万人以上の観光客を迎えている。
- モールオブエジプト：2017年3月にオープンし、10月6日に拠点を置いた。グループは、カイロに別のショッピングモールを計画。[21]
- モールオブサウジアラビア：リヤドで、2022年までに完了する予定[22][23]。
- シティ・センター：City Centerは、地域の居住者や専門家に対応することを目的とした、小売店、レストラン、エンターテイメント施設を備えた大規模な複合ショッピングショッピングブランド。

### コミュニティ
MAFは、マジッド・アル・フッタイムの住宅、商業、小売、レジャー、娯楽施設を統合する完全に統合されたコミュニティの作成を目指している。

## マジドアルフッタイムリテール
会社は、ハイパーマーケットとスーパーマーケット、ファッションと専門小売店を設立し、管理している。

### ハイパーマーケットとスーパーマーケット
2018年上半期、マジッドアルフッタイムリテールは、ドバイのナショナルインダストリーパークに最大の地域配送センターを開設した。8,000万米ドル以上の投資で、施設は1日あたり最大100,000件の注文を処理可能。

### ファッション
Majid Al FuttaimはMENA地域で120以上の店舗を運営しており、アバクロンビー&フィッチ、AllSaints、Lululemon Athleticaなどのファッションブランドの独占ライセンス権を所有。2017年、Majid Al Futtaimは、ホームウェアブランドMaisons du Mondeとのフランチャイズ契約により、ホームファニッシング市場に参入。

### パートナーシップ
- I.AM +の場合：[27]2019年、MAFはARC [28] （小売業者、ブランド、サービスプロバイダーの連合）のメンバーとして発表された最初の小売コングロマリットとなる[29][30][31]。

### オンラインショッピング
- ケニア：2018年、グループはオンライン小売業者Jumiaとパートナーシップを結ぶ[32]。
- 2018年、グループはサウジアラビアでWadi Groceryを運営するオンラインデリバリーポータルであるWadiに投資した[33][34]。これは、サウジアラビア内のすべてのカルフール店の配送構造をセットアップするのに役立つラウンドの一部3000万ドルの資金調達である[35]。

## マジド・アル・フッタイム・ベンチャーズ
Majid Al Futtaim Venturesは、映画館、レジャー、エンターテイメント、金融サービス、ファッション、ヘルスケア、施設管理のJV、飲食料品などの設備を提供する企業グループ。Majid Al Futtaim Venturesは、Majid Al Futtaim（MAF）グループの一部門。

### レジャー＆エンターテイメント
マジッドアルFuttaimレジャーエンターテイメントが運営するスキー・ドバイ、屋内スキー場の22500平方メートルで屋内スキー場でのモール・オブ・ジ・エミレーツと同様に18のマジックプラネット家族のエンターテイメントセンター また、マジックプラネットは、内施設運営シティセンターMirdif、温度制御された屋内と屋外のウォーターパーク、アブダビ と最初のレゴで中東の店舗など運営。

### 家族向けおよび小売店向けエンターテイメント
- レゴ店舗：2015年、グループはアブダビのヤスモールにあるMENA地域に最初のレゴ認定店舗をオープン[42]。2016年、レゴの店舗がモール360とクウェート のアベニューズモールにオープン[43]。
- American Girl ：2017年、グループはMattelの一部門であるAmerican Girlと人形のプレミアムブランドと契約を結び、UAE、サウジアラビア、クウェート、カタール、バーレーン、オマーンでの独占販売権をグループに付与。UAEで最初のアメリカンガールストアが2017年11月にシティセンターミルディフにオープン[44][45]。

### 映画館
同社は、UAX、レバノン、カタール、バーレーン、クウェート、エジプト、サウジアラビア、オマーンにVOX Cinemasブランドで129以上の映画スクリーン（318）を所有。モール・オブ・ジ・エミレーツの映画館は、レーザー付きIMAX、VOX 4DXオーディトリアム、「Theatre by Rhodes」（ミシュランスターシェフゲイリーロードス OBEとのコラボレーション）およびVOXを含む24のスクリーンを備えたフラッグシップベンチャーと 100,000平方フィートの会場は、2015年9月28日に再開された後、中東最大の複合施設になった。

### レストランとカフェ
2013年、グループは、食品および飲料の小売会社であるグルメ湾との合弁事業契約を確立。Majid Al Futtaimは、ダロワイヨ、California Pizza Kitchen、ヨー!スーシなどの食品ブランドの開発権とフランチャイズ権を共同所有。テキサス州ブラジルの寿司は、この地域の20以上の飲食店で販売。

### 金融業務
2018年、グループはドバイに本拠を置くモバイル決済プロバイダーBeamを買収。

### エネルギー
以前は「MAF Dalkia」（Majid Al Futtaim VenturesとDalkiaのパートナーシップ）、Enovaブランドは合弁会社（Majid Al FuttaimとVeolia ）。